# Rikke Gasmann-Brott
Rikke Gasmann-Brott, född 13 april 1991, är en norsk utförsåkare som representerar IL Heming.
Hennes främsta internationella merit är en 13:e placering i slalom från Europacupen i Courchevel 2012.